# Trichodiadema rupicolum
Trichodiadema rupicolum är en isörtsväxtart som beskrevs av L. Bol. Trichodiadema rupicolum ingår i släktet Trichodiadema och familjen isörtsväxter. Inga underarter finns listade i Catalogue of Life.